# Mirosław Uryga
Mirosław Uryga (ur. 7 lutego 1962 w Nowej Rudzie) – polski kolarz szosowy, reprezentant Polski.

## Życiorys
Był zawodnikiem klubu Gwardia Katowice. W 1986  startował w wyścigu szosowym ze startu wspólnego w mistrzostwach świata, zajmując 84 m. Dwukrotnie uczestniczył w Wyścigu Pokoju (1987 – 23 m., 1988 – 16 m.). W 1986 zajął trzecie miejsce w Tour de Pologne, wygrywając także jeden z etapów i klasyfikację punktową. W 1987 sięgnął po brązowy medal mistrzostw Polski w jeździe parami (z Janem Magoszem), a w 1988 również po brązowy medal w drużynowym wyścigu na 100 km. W 1989 został członkiem pierwszej polskiej zawodowej grupy kolarskiej Exbud Kielce. Wystąpił w mistrzostwach świata zawodowców w 1989, nie kończąc jednak wyścigu ze startu wspólnego.